# Lepthyphantes cultellifer
Lepthyphantes cultellifer är en spindelart som beskrevs av Schenkel 1936. Lepthyphantes cultellifer ingår i släktet Lepthyphantes och familjen täckvävarspindlar. Inga underarter finns listade i Catalogue of Life.